# Ilva Ligabue
Ilva Ligabue (Bagnolo in Piano (Reggio de l'Emília), 23 de maig, 1932 - Palerm (Sicília), 17 d'agost, 1998), va ser una soprano italiana. Va estudiar al Conservatori de Milà i a l'escola de grau superior del "Teatro alla Scala", debutant l'any 1953 a la "Piccola Scala" a L'Hôtellerie portugaise de Cherubini, seguida de La serva padrona de Pergolesi.
Dos anys més tard va debutar a La Scala a I quatro rusteghi de Wolf-Ferrari, començant una brillant carrera als principals teatres italians, com Venècia, Palerm, l'Òpera de Roma i de nou a La Scala amb Beatrice di Tenda el 1961.
Aquell mateix any va començar la seva carrera internacional, debutant a Chicago (Mefistofele), apareixent després al Metropolitan i a Dallas. També va actuar a les principals sales europees, com Viena i París, als festivals de Glyndebourne i Ais de Provença (Donna Elvira, Fiordiligi) i a Buenos Aires. El 1965 va inaugurar la temporada de La Scala amb La forza del destino.
Altres papers importants van ser Alícia a Falstaff, Leonora a Il trovatore, Desdèmona a Otello, Amelia a Un ballo in maschera.
Va abandonar l'escena a finals dels setanta. L'any 2002, en el 70è aniversari del seu naixement, el municipi de Bagnolo a Piano, la seva ciutat natal, va batejar el teatre local Gonzaga amb el seu nom.

## Repertori
| Rol                               | Títol                   | Autor        |
| --------------------------------- | ----------------------- | ------------ |
| Agnese del Maino                  | Beatrice di Tenda       | Bellini      |
| Margherita                        | Mefistofele             | Boito        |
| Asteria                           | Nerone                  | Boito        |
| Lodoïska                          | Lodoïska                | Cherubini    |
| Gabriella                         | L'osteria portoghese    | Cherubini    |
| Galatea                           | Pimmalione              | Cherubini    |
| Livia                             | L'italiana in Londra    | Cimarosa     |
| Seconda venditrice                | La vita breve           | de Falla     |
| Lesbina                           | Il filosofo di campagna | Galuppi      |
| Maddalena di Coigny               | Andrea Chénier          | Giordano     |
| Euridice                          | Orfeo ed Euridice       | Gluck        |
| La Lamentatrice                   | Giuditta                | Honegger     |
| Santuzza                          | Cavalleria rusticana    | Mascagni     |
| Suzel                             | L'amico Fritz           | Mascagni     |
| Sofia                             | Werther                 | Massenet     |
| Venere                            | Ascanio in Alba         | Mozart       |
| Contessa d'Almaviva               | Le nozze di Figaro      | Mozart       |
| Donna Elvira                      | Don Giovanni            | Mozart       |
| Fiordiligi                        | Così fan tutte          | Mozart       |
| Serpina                           | La serva padrona        | Pergolesi    |
| Manon Lescaut                     | Manon Lescaut           | Puccini      |
| Mimì                              | La bohème               | Puccini      |
| Floria Tosca                      | Tosca                   | Puccini      |
| Cio-Cio-San Cugina di Cio-Cio-San | Madama Butterfly        | Puccini      |
| Suor Angelica                     | Suor Angelica           | Puccini      |
| Nella                             | Gianni Schicchi         | Puccini      |
| Liù                               | Turandot                | Puccini      |
| Matilde d'Asburgo                 | Guglielmo Tell          | Rossini      |
| Il Soprano                        | Pulcinella              | Stravinski   |
| Elvira                            | Ernani                  | Verdi        |
| Amalia                            | I masnadieri            | Verdi        |
| Leonora                           | Il trovatore            | Verdi        |
| Amelia Grimaldi                   | Simon Boccanegra        | Verdi        |
| Amelia                            | Un ballo in maschera    | Verdi        |
| Donna Leonora di Vargas           | La forza del destino    | Verdi        |
| Elisabetta di Valois              | Don Carlo               | Verdi        |
| Aida                              | Aïda                    | Verdi        |
| Desdemona                         | Otello                  | Verdi        |
| Mrs Alice Ford Nannetta Ford      | Falstaff                | Verdi        |
| Fatima                            | Abu Hassan              | Weber        |
| Marina Siora Felice               | I quatro rusteghi       | Wolf-Ferrari |
| Rosaura                           | La vedova scaltra       | Wolf-Ferrari |
| Francesca da Polenta              | Francesca da Rimini     | Zandonai     |

## Discografia
Gravats d'estudi
- Falstaff, amb Geraint Evans, Giulietta Simionato, Robert Merrill, Rosalind Elias, Mirella Freni, Alfredo Kraus, dir. Georg Solti - RCA 1963
- Falstaff, amb Dietrich Fischer-Dieskau, Regina Resnik, Rolando Panerai, Graziella Sciutti, Juan Oncina, dir. Leonard Bernstein - Columbia/CBS 1966

Enregistraments en directe
- I quatro rusteghi, amb Nicola Rossi-Lemeni, Cloe Elmo, Rosanna Carteri, Cesare Valletti, Silvio Maionica, dir. Antonino Votto - La Scala 1954 ed. Cetra
- Pimmalione, amb Umberto Borghi, Gabriella Carturan, Mariella Adani, dir. Ennio Gerelli - RAI Milano 1955 ed. Classical Moments
- Francesca da Rimini, amb Mirto Picchi, Aldo Protti, Piero De Palma, dir. Nino Sanzogno - RAI-Roma 1958 ed. Lyric Distribution
- Don Giovanni (DVD), amb Mario Petri, Sesto Bruscantini, Orietta Moscucci, Luigi Alva, Graziella Sciutti, dir. Nino Sanzogno - Nàpols 1958 ed. House of Opera
- Il trovatore, amb Franco Corelli, Mario Zanasi, Adriana Lazzarini, Salvatore Catania, dir. Arturo Basile - Parma 1961 ed. House of Opera/Myto (selez.)
- Otello, amb Mario Del Monaco, Ramón Vinay, dir. Nicola Rescigno - Dallas 1962 ed. Melodram/Living Stage
- Otello, amb Mario Del Monaco, Tito Gobbi, dir. Nino Sanzogno - Palerm 1962 ed. House of Opera/Golden Melodram
- Il trovatore, amb Franco Corelli, Mario Zanasi, Grace Bumbry, Ivo Vinco, dir. Bruno Bartoletti - Chicago 1964 ed. Première Opera
- La forza del destino, amb Carlo Bergonzi, Piero Cappuccilli, Nicolai Ghiaurov, dir. Gianandrea Gavazzeni - La Scala 1965 ed. Lyric Distribution
- Falstaff, amb Tito Gobbi, Fedora Barbieri, Walter Alberti, Lydia Marimpietri, Agostino Lazzari, dir. Mario Rossi - RAI-Torino 1966 ed. Myto
- Manon Lescaut, amb Gastone Limarilli, Mario Basiola, dir. Antonino Votto - Palerm 1968 ed. Opera Lovers
- La forza del destino, amb Carlo Bergonzi, Piero Cappuccilli, Agostino Ferrin, dir. Fernando Previtali - RAI-Torino 1971 ed. Bongiovanni
- I masnadieri, amb Boris Christoff, Gianni Raimondi, Renato Bruson, dir. Gianandrea Gavazzeni - Roma 1972 ed. Bongiovanni/Opera D'Oro
- Ernani, amb Franco Corelli, Piero Cappuccilli, Ruggero Raimondi, dir. Oliviero De Fabritiis - Verona 1972 ed. Bongiovanni/Myto
- Andrea Chénier, amb Jon Vickers, Silvano Carroli, dir. Nicola Rescigno - Dallas 1973 ed. Lyric Distribution
- Nerone, amb Bruno Prevedi, Agostino Ferrin, Alessandro Cassis, Antonio Zerbini, dir. Gianandrea Gavazzeni - RAI-Torino, 1975, ed. Bongiovanni/Living Stage